# میفلین (کامیونیتی)، ویسکانسین
میفلین (به انگلیسی: Mifflin) یک منطقهٔ مسکونی در ایالات متحده آمریکا است که در شهرستان آیووا، ویسکانسین واقع شده‌است. میفلین ۳۰۶٫۰۲ متر بالاتر از سطح دریا واقع شده‌است.